# Generation Sportive de Boufarik
Actualités
Generation Sportive de Boufarik (section Handball), club omnisports basé à Boufarik, Blida.

## Palmarès

### Joueurs importants
- Adel Bousmal